# Леонтий (философ)
Вижте пояснителната страница за други личности с името Леонтий.
Леонтий (на гръцки: Λεόντιος, Leontios; на латински: Leontius; † преди 421) е философ и софист, учител по реторика в Атина в Източната Римска империя през 5 век. Баща е на Августа Елия Евдокия.
Той е брат на Флавий Асклепиодот, преториански префект на Изтока и през 423 г. консул.
Той произлиза от Атина и според историка Йоан Малала е богат. В Атина той е софист и от 415/416 г. ръководител на катедрата по реторика, което исторрика Олимпиодор от Тива му помага да получи.
Леонтиий е изичник (паган); той нарича родената му около 400 година дъщеря Атиниада (Athenaïs) на богинята закрилница на Атина, Палас Атена. Атиниада приема християнската вяра и се омъжва на 7 юни 421 г. за император Теодосий II; прокръства се на Елия Евдокия и през 423 г. става Августа.
От тази женитба два сина на Леонтиий получават голямо влияние: Гесий става през 443 г. преториански префект на Илирия, а Валерий става консул през 432 г. и magister officiorum през 435 г.